# 다니오카 마사시
다니오카 마사시(일본어: 谷岡 昌, 2001년 7월 14일~)는 일본의 축구 선수이다.

## 구단 경력
그는 2024년 J2리그의 에히메 FC에 입단했다.